# Egisto Malfatti
Egisto Malfatti (Viareggio, 23 agosto 1914 – Viareggio, 26 settembre 1997) è stato un poeta, attore teatrale, cantautore e regista italiano.

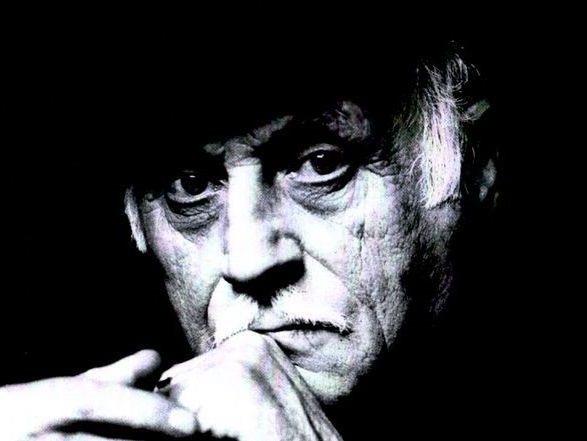
Egisto Malfatti

La sua attività artistica è principalmente legata al Carnevale di Viareggio ed in special modo al suo teatro vernacolare, che nel caso della manifestazione viareggina è chiamato Festa della Canzonetta.

## Biografia
Egisto Malfatti nasce in via Garibaldi a Viareggio, il padre capitano marittimo; fin da piccolo dimostra talento nel canto e nella musica, pertanto canta nel coro parrocchiale della chiesa di Sant'Andrea e recita nei primi spettacolini teatrali.
A lui si deve la costruzione del teatro parrocchiale, divenuto poi Cinema Centrale (detto "Pidocchino"), inaugurato da E. Malfatti con lo spettacolo "Un pastore ritorna".
Con l'arrivo della 2ª Guerra mondiale, E. Malfatti conosce gli onori come ufficiale di cavalleria ma 
anche l'amarezza della prigionia.
Girovaga nell'Algeria di quegli anni e diventa amico di Nicola Salerno, meglio conosciuto come Nisa, paroliere italiano autore di testi di canzoni celebri come "Guaglione", "Tango del mare", "Bambola rosa".
Tramite questa amicizia è introdotto nell'ambiente delle case musicali milanesi dove conosce e collabora con il maestro Redi, già valente autore musicale.
Viene invitato da personaggi come Frattini, Manca, Moretti e Veneziani, a far parte dell'Accademia della Foppa in Milano dove si fa protagonista della prima rievocazione di Ettore Petrolini.
Nel 1948 si iscrive all'albo dei giornalisti e collabora con molti quotidiani e riviste, tra cui l'edizione italiana di "Life".
Vince inoltre premi letterari di poesia e narrativa.
Nel 1960 entra alla RAI dove è autore sulla Rete 2 di due programmi radiofonici, a puntate settimanali, che ottengono alti indici di ascolto: "Musica allo specchio" e "Stanotte ho fatto un sogno".
Alla RAI conosce e diviene amico del regista Amerigo Gomez.
Vive per alcuni anni a Sanremo dove diventa presentatore ufficiale del Casinò Municipale ed anima importanti manifestazioni.
Nel 1968 ritorna poi stabilmente a Viareggio, dove negli anni seguenti compone molte belle canzoni di carnevale, alcune delle quali divenute canzoni ufficiali del Carnevale di Viareggio, e indimenticabili spettacoli teatrali.
Nel 1984 con "Baci e ciaffate " esce dalle scene teatrali ma poi, negli anni dal 1988 al 1997, con cinque libri di poesia e prosa rivela al pubblico il suo lato poetico e letterario più vero, ora decisamente maturo, disorientando un po' gli estimatori abituati a composizioni più leggere e di più facile lettura.
Negli ultimi anni della sua vita si dedica all'insegnamento del teatro soprattutto ai bambini e ai giovani, cercando di comunicare il messaggio di perseguire una vita libera da condizionamenti e pregiudizi, privilegiando i sentimenti e l'umanità.

## Il carattere
Fondamentalmente timido (per sua ammissione), tuttavia perfezionista e inflessibile sul palcoscenico.
In teatro completamente padrone della scena e del pubblico, sempre "prima donna" e "deus ex machina" dello spettacolo, sottolineando emozioni e personaggi con sapienti sguardi o movimenti degli occhi e del corpo, alternando il riso alla lacrima, le entrées da clown del circo ad assoli di struggente malinconia.
In tutte le sue opere teatrali e letterarie ha cercato di mettere in evidenza l'umanità e la dignità dei personaggi, soprattutto quelli più poveri e derelitti. Inoltre ha inteso trasferire e salvare, per quanto possibile, il patrimonio culturale di una comunità, fatto di linguaggio, di gesti ed emozioni, che altrimenti si sarebbe perso con la scomparsa degli ultimi testimoni di un'epoca.
Palcoscenico e interpretazioni dunque non fini a sé stessi, bensì mezzo per dire, per dare e soprattutto per lasciare.

## La Canzonetta

### Gli esordi
Nel 1946, concluso il periodo bellico, si manifesta in tutta Italia una voglia di ripresa economica ed un bisogno di svago, di evasione dai numerosi ed ancora insoluti problemi del paese; anche a Viareggio questo sentimento spinge alcuni giovani ad organizzare uno spettacolo di rivista al Teatro Eden, sul palcoscenico che fu anche di E. Petrolini ed Ermete Zacconi.
Nel marzo di quell'anno lo spettacolo va in scena ed Egisto Malfatti è chiamato ad improvvisare un monologo come intervallo tra due atti. È un successo strepitoso e l'inizio di un dialogo tra Egisto e la città che durerà mezzo secolo.
Gli spettacoli si succedono di anno in anno organizzati dal Comitato Carnevale fino al 1953, anno in cui "Se la storia lo sapesse" è un tracollo economico, avendo il Comitato speso troppo e male.
Nell'anno successivo (1954) E. Malfatti ne prende il totale controllo, trovando come sponsor e produttore Beppe Tomei, con cui inizia un durevole sodalizio.
Lo spettacolo si intitola "Verga Tintore" e segna l'inizio del primo periodo magico di E. Malfatti che insieme a Vittorio Cinquini (Tubino) ed Angelino Taddeoli (Angiò) dà vita ad una serie di esilaranti spettacoli comici che si susseguono fino al 1960. Poi attriti e difficoltà portano alla rinuncia degli spettacoli negli anni dal 1961 al 1967.
E. Malfatti deluso ed amareggiato torna a Sanremo, ma nel 1968 ritorna a Viareggio e porta in teatro "Un nido d'amor", prodotto come sponsor dall'imprenditore edile Spartaco Zappelli.
In quell'anno inizia il dualismo con la compagnia che Vittorio Cinquini, separatosi da Malfatti, costituisce nel 1966 e che nel 1969 vede il debutto come attore di Enrico Casani.
Il confronto Malfatti-Cinquini è destinato a durare molti anni, per la gioia e il divertimento del pubblico.

### Gli anni d'oro
Gli anni dal 1968 al 1981 sono gli anni d'oro di Egisto, tuttavia il protagonismo che sulla scena lo caratterizza lo pone in competizione feroce con altri attori emergenti che, non potendo avere spazio nella compagnia di Egisto, formano o entrano in altre compagnie teatrali.
Inizia un periodo fecondo di spettacoli: sono anni in cui fino a tre compagnie rivaleggiano contemporaneamente (E. Malfatti, Enrico Casani, "Burlamacco 81"), provocando la nascita di vere e proprie fazioni all'interno della città.

### Il declino e la rinascita
Gli anni avanzano per Malfatti e contemporaneamente gran parte di quel mondo da lui descritto e che divertito affollava la platea dei suoi spettacoli inesorabilmente svanisce. Le generazioni successive comprendono molto meno il vernacolo e diversa è la sensibilità e il gusto. I rivali di palcoscenico ne approfittano per guadagnare consensi e ribaltare i risultati di botteghino, forti di compagnie più variegate e numerose, di idee più giovani, ma caratterizzate anche da una comicità meno raffinata e più spicciola.
Malfatti si trova artisticamente solo, avverte critiche e calo di consensi e nel 1984 preferisce abbandonare le scene.
Si rivolge allora verso i giovani, insegnando loro la recitazione e trucchi del teatro.
Nel 1988 dalle ceneri mai sopite del suo palcoscenico, risorge come fenice l'Egisto poeta e scrittore, libero di esprimersi senza più vincoli di botteghino, tempi di teatro o strette quinte di palcoscenico.

## L'ultima vela salpò
Egisto Malfatti muore il 26 settembre 1997, ma lascia come eredità storica una galleria di personaggi tipici, da lui conosciuti realmente nella città della sua giovinezza e poi resi immortali sul palcoscenico come caricature e allegoria di un'epoca ormai cancellata dallo scorrere del tempo e dalla trasformazione della società. I suoi funerali si tennero nella Chiesa della Misericordia di Viareggio e mentre che il suo feretro al termine della cerimonia stava per uscire fu suonato l'Inno del Carnevale.
Tra i personaggi resi memorabili dalle sue interpretazioni sceniche si ricordano:
- Un monello con la fionda
- Un bimbo che gioca con un calapugnoro
- Un medico che non chiede parcelle
- Un portalettere
- Un marinaio
- Un ragazzo con la chitarra
- Un'adescatrice
- Un clown
- Un prete che fa la benedizione delle case
- Un lucchese
- Un viareggino folgorato dalle religioni orientali

## Spettacoli teatrali
- 1947, "Ca C'est Viareggio", dove E. Malfatti interpreta uno o due sketches.
- 1949, "Egisto e Delia", dove Egisto ha come spalla una promettente ragazza: Delia Scala.
- 1950, "La palma di vell'omo"
- 1951, "A te lullì"
- 1952, "Ma dove vai se i quattrini non ce l'hai"
- 1953, "Se la storia lo sapesse", ultimo spettacolo organizzato dal Comitato Carnevale.
- 1954, "Verga Tintore!", primo spettacolo organizzato da E. Malfatti avendo come sponsor e produttore Beppe Tomei.
- 1955, "Pruni More e fantasia"
- 1956, "Bella calda la cecina"
- 1957, "Tre palle un soldo"
- 1958, "Buonanotte mi opro"
- 1959, "Tira un po' di ventarello"
- 1960, "Sulla coppa di champagne", rappresentato al Teatro Eden.
- 1968, "Un nido d'amor", copione di Antonio Morganti (Tòno de' Gambrini), in cui E. Malfatti ritorna con nuovi personaggi.
- 1969, "Mani in sacca e torcia al naso"
- 1970, "Vieni vi t'arizzo"
- 1971, "Ma mi dici che dici?"
- 1972, "Laviti un fa storie"
- 1973, "Alleluia arriva gente"
- 1974, "Bone le cee"
- 1975, "Diamo al libeccio pensieri e noia"
- 1976, "Luquì lullì lullà"
- 1977, "Camera ammobiliata"
- 1978, "S'ha a dì d'andà"
- 1979, "Dove sei Viareggino"
- 1980, "Quella certa estate a Viareggio"
- 1981, "L'ultima vela", originariamente pensato come spettacolo d'addio alle scene.
- 1983, "Ci rimugino e canto"
- 1984, "Baci e ciaffate ", ultimo spettacolo di E. Malfatti, in cui presenta una compagnia di giovanissimi attori.

## Le canzoni
Testo e musica di E. Malfatti
- "Addio"
- "Canzoni e maschere"
- "Carnevale sotto le stelle"
- "Cento case e una via"
- "Delafia che giornata"
- "Domenica al mio paese"
- "Inno del Viareggio Calcio"
- "Le cose da salvare"
- "Le donnine dei tigli"
- "Miriordo"
- "Nomi e nomicchiori"
- "Passeggiata Margherita "
- "Polvere di sole"
- "Valzer delle cose perdute"
- "Via Garibaldi"
- "Viareggio in due"
- "Viareggio sei cambiata"
- "Viareggio timida", (Il triccheballacche)
- "Viareggio west"

## Canzoni ufficiali del Carnevale di Viareggio
- 1956, "Magica città", testo di E. Malfatti, musica di M. Orselli - M. T. Marchionni
- 1964, "Città rosa", testo di E. Malfatti, musica di L. Speziali
- 1982, "Da Viareggio con amore", testo e musica di E. Malfatti
- 1986, "Viareggio amore mio", testo e musica di E. Malfatti
- 1993, "Carnevalopoli", testo e musica di E. Malfatti

## Programmi radio
- "Musica allo specchio", RAI RADIO2
- "Stanotte ho fatto un sogno", RAI RADIO2

## Dischi
I migliori pezzi della produzione teatrale e musicale di E. Malfatti sono stati raccolti in sei dischi di vinile, LP (33 giri), incisi negli anni '70 e prodotti da "Dischi Fontana", Viareggio:
- "Egisto 1"
- "Egisto 2"
- "Egisto 3"
- "Egisto 4"
- "Egisto 5", inciso nel 1979.
- "Egisto 6"

In epoca più recente, buona parte del contenuto di questi dischi è stata riproposta in formato CD, sempre prodotta da "MONDODISCO di Corrado Fontana", Viareggio:
- "Viareggio amore mio", Vol.1 e Vol.2, n°2 dischi in cofanetto.
- "Le cose da salvare - Vol.3", il seguito del disco precedente.
- "Le canzoni di Egisto"

## Libri
- "Un uomo e una città"; E. Malfatti, poesie, Reverdito Editore, Gardolo di Trento, 1988.
- "Il grande gioco"; E. Malfatti, poesie e prose, Editrice Il Cardo, Viareggio, 1992.
- "Le ballate del santo peccatore"; E. Malfatti, poesie e ballate, Mauro Baroni editore, Viareggio, 1995. ISBN 88-85408-63-X
- "Il figlio del marinaio (La spiaggia perduta)"; E. Malfatti, romanzo, Mauro Baroni editore, Viareggio, 1995. ISBN 88-85408-75-3
- "La cattedrale. Anomalia del romanzo"; E. Malfatti, romanzo, Mauro Baroni editore, Viareggio, 1997. ISBN 88-8209-001-9

## Citazioni
- "..la storia della mia vita deve essere la storia della mia poesia", Egisto Malfatti.
- "..ma che vi sto a dì com'era.... com'era lo sapevimo tutti!!!!", Enrico Casani.
- ".. Un cantautore straordinario come Egisto Malfatti, viareggino, purtroppo è morto senza avere avuto il successo che meritava. La sua canzone "Passeggiata Margherita" dedicata al Lungomare come era all'inizio del Novecento è vera poesia.", Riccardo Marasco.

## Associazioni, premi e manifestazioni dedicate a E. Malfatti
- Associazione "Maestro Egisto Malfatti", Viareggio
- Borsa di studio "MAESTRO EGISTO MALFATTI", L'Assessorato Pubblica Istruzione, comuni della Versilia (Viareggio, Camaiore, Forte dei Marmi, Massarosa, Pietrasanta, Seravezza, Stazzema);